# Élodie Ouédraogo
Élodie Ouédraogo (Saint-Josse-ten-Noode, 27 febbraio 1981) è un'ex ostacolista e velocista belga, di origine burkinabé.

## Palmarès
| Anno | Manifestazione    | Sede       | Evento      | Risultato  | Prestazione | Note                                     |
| ---- | ----------------- | ---------- | ----------- | ---------- | ----------- | ---------------------------------------- |
| 2000 | Mondiali juniores | Santiago   | 100 m hs    | Semifinale | 13"76       |                                          |
| 2004 | Giochi olimpici   | Atene      | 4×100 m     | 6ª         | 43"11       |                                          |
| 2005 | Universiadi       | Smirne     | 200 m piani | Bronzo     | 23"62       |                                          |
| 2007 | Mondiali          | Osaka      | 400 m hs    | Batteria   | 56"44       |                                          |
| 2007 | Mondiali          | Osaka      | 4×100 m     | Bronzo     | 42"75       | Record nazionale                         |
| 2008 | Giochi olimpici   | Pechino    | 4×100 m     | Oro        | 42"54       | Record nazionale                         |
| 2009 | Mondiali          | Berlino    | 400 m hs    | Semifinale | 57"58       |                                          |
| 2009 | Mondiali          | Berlino    | 4×100 m     | Batteria   | 43"99       | Miglior prestazione personale stagionale |
| 2010 | Europei           | Barcellona | 400 m hs    | Semifinale | 58"60       |                                          |
| 2010 | Europei           | Barcellona | 4×100 m     | Finale     | dnf         |                                          |
| 2011 | Mondiali          | Taegu      | 400 m hs    | Semifinale | 55"29       | Miglior prestazione personale            |
| 2012 | Europei           | Helsinki   | 400 m hs    | 6ª         | 55"95       |                                          |
| 2012 | Giochi olimpici   | Londra     | 400 m hs    | Semifinale | 55"20       | Miglior prestazione personale            |

## Riconoscimenti
- Gouden Spike (2011)